# Sluisdrempel

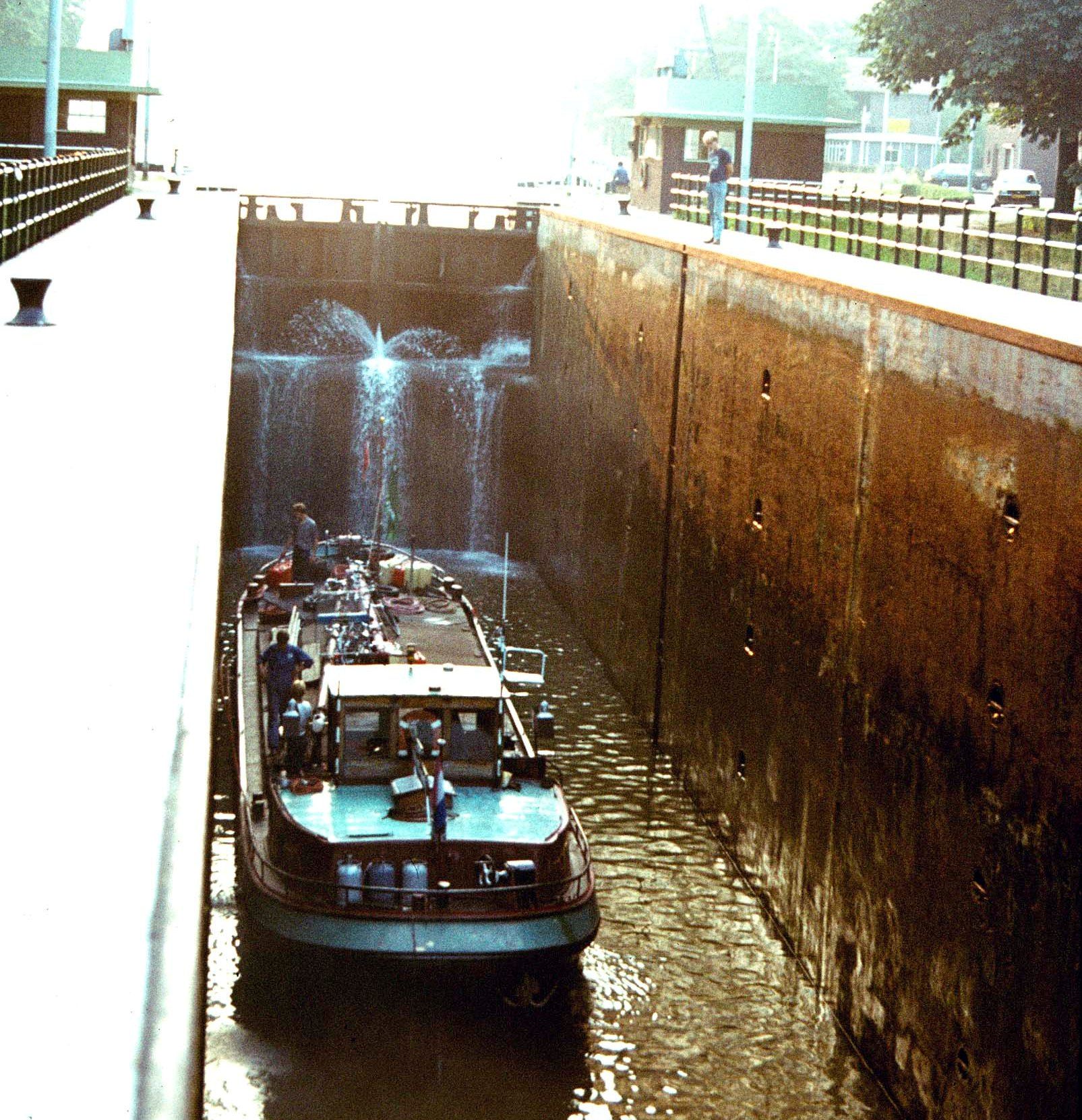
De oude sluis te Panheel, 1984

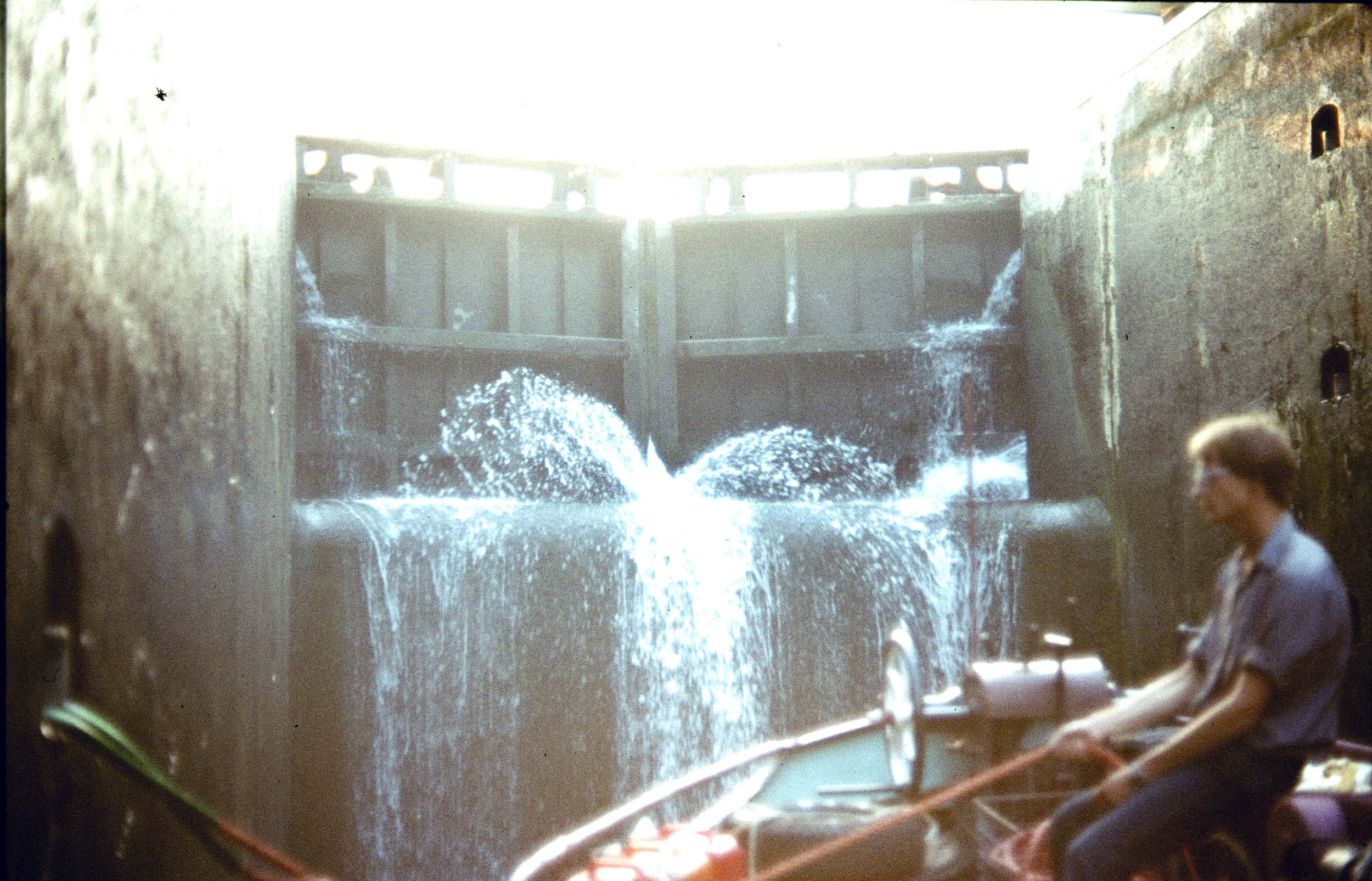
Sluisdeuren van de sluis Lanaken, achter de Sint Pietersberg, detail, 1984

Een sluisdrempel is het onderste deel van de constructie van een sluis, waar de sluisdeuren op afsluiten. Aan beide kanten van de sluis zal de drempel ongeveer de vaardiepte van de waterweg hebben, aan de lage kant ligt de drempel meestal in het verlengde van de sluisvloer. De drempelhoogte is een belangrijke maat voor een sluis, omdat die de toegankelijkheid van de geladen binnenschepen beperkt. Ook jachten met een vaste kiel kunnen soms onzacht in aanraking komen met de sluisdrempel.
Er ontstaan vaak problemen bij de sluisdrempel. Schippers zullen altijd de grenzen opzoeken van wat is toegestaan en dat levert nog weleens een probleem op als de sluisdrempel het binnenvaren van een sluis verhindert. 
 Alle gezonken materialen, zoals autobanden, rotsblokken, oude oliedrums, enz. enz. kunnen daar het sluiten van de deuren verhinderen. Er moet dan een duiker aan te pas komen, als het de sluiswachter niet lukt met een dreg of haakstok de deuren weer vrij te maken.
Bij grote verschillen in waterhoogten komt bij het schutten de drempel in de kolk in het zicht en afhankelijk van de staat van onderhoud van de deuren kan dat aardige fonteinen opleveren.